# 丽条篮虫属
丽条篮虫属（学名：Lamprospyris）为条篮虫科的一个属。

## 下属物种
本属包括以下物种：
- 赫氏丽条篮虫 Lamprospyris huxleyi Haeckel,1887